# Druid’s Circle (Cumbria)

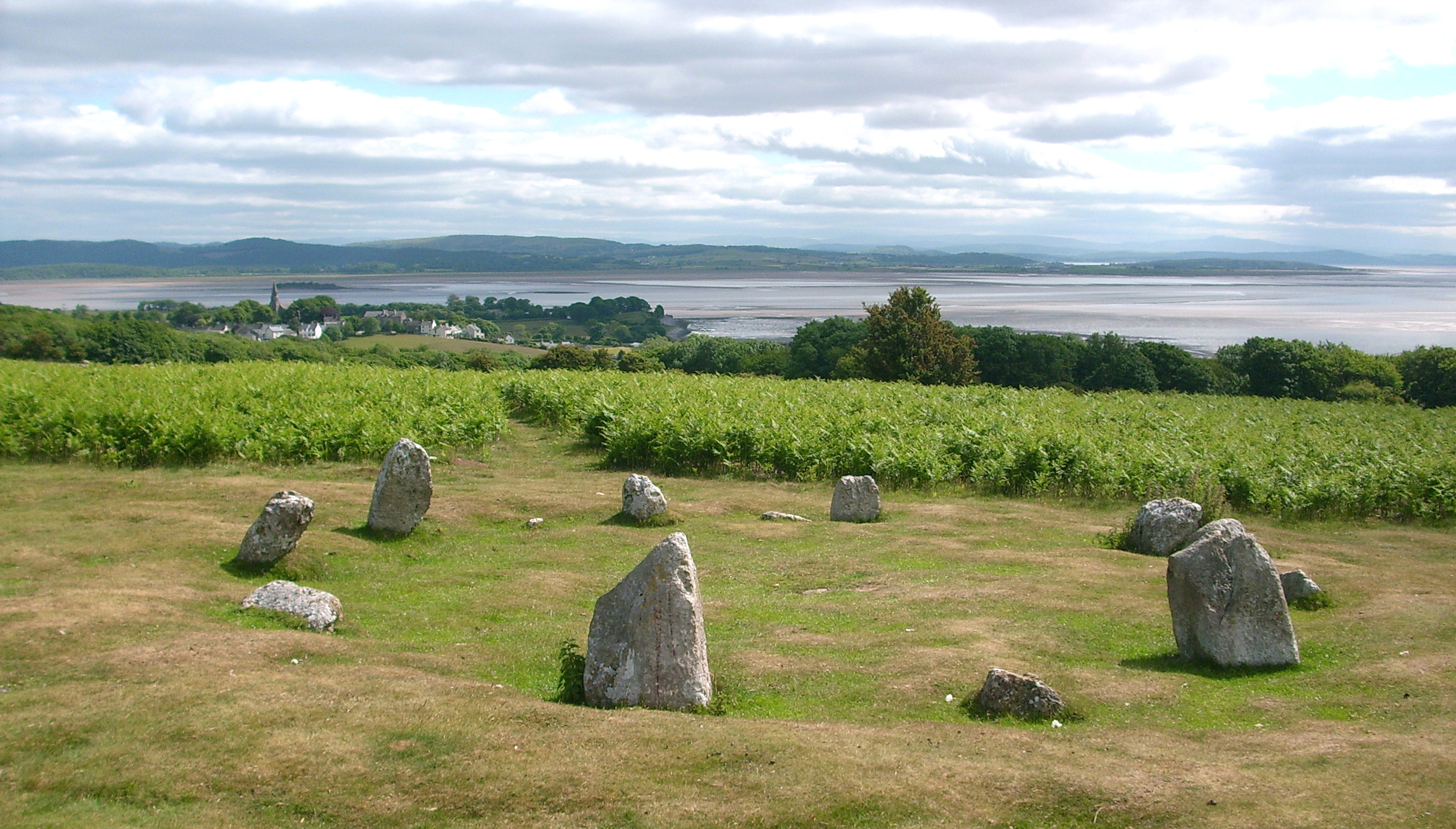
Druid’s Circle

Druid’s Circle (auch als Sunbrick oder Birkrigg Common bekannt) ist ein Steinkreis südlich von Ulverston mit Blick auf das Dorf Bardsea, die Ulverston Sands und die Morcambe Bay in Cumbria in England. Es gibt mehrere Steinkreise dieses Namens auf den Britischen Inseln (Druid’s Circle (Conwy)). Der Druid’s Circle in den Alderley Edge in Cheshire in England ist eine Nachbildung aus dem 18. Jahrhundert.
Der wahrscheinlich aus der Bronzezeit stammende Konzentrische Steinkreis bestand ursprünglich aus einem doppelten Steinring der wahrscheinlich durch einen Graben getrennt war.
Der äußere Ring von rund 26,0 m Durchmesser hatte 15 Steine, die jetzt umgefallen und verstreut sind, während die 10 Steine des Innenrings von 9 m Durchmesser noch aufrecht stehen. Keiner der Steine erreicht die Höhe von einem Meter. Der Kreis wurde mehrfach beschädigt und wieder aufgebaut.
Im Zentrum wurden die Reste von fünf Einäscherungen darunter eine in einer Kragenurne (englisch Collared urn) gefunden, die sich im Carlisle Museum befindet.